# 9362 Miyajima
9362 Miyajima (1992 FE1) là một tiểu hành tinh vành đai chính được phát hiện ngày 23 tháng 3 năm 1992 bởi K. Endate và K. Watanabe ở Kitami.